# Không gian thấu kính
Trong toán học, một không gian thấu kính là một không gian tôpô. Nó là một đa tạp ba chiều.
Có một phân loại đầy đủ các không gian thấu kính ba chiều, theo nhóm cơ bản và xoắn Reidemeister.

## Định nghĩa
Các không gian thấu kính ba chiều {\displaystyle L(p;q)} là thương của {\displaystyle S^{3}} bởi các tác động của {\displaystyle \mathbb {Z} /p}. Chính xác hơn, gọi {\displaystyle p} và {\displaystyle q} là hai số nguyên tố cùng nhau và xét {\displaystyle S^{3}} như là hình cầu đơn vị trong {\displaystyle \mathbb {C} ^{2}}. Ta có một tác động của {\displaystyle \mathbb {Z} /p} lên {\displaystyle S^{3}} được cho bởi
{\displaystyle (z_{1},z_{2})\mapsto (e^{2\pi i/p}\cdot z_{1},e^{2\pi iq/p}\cdot z_{2})}
Đây là một tác động tự do. Không gian thương kết quả được gọi là không gian thấu kính {\displaystyle L(p;q)}.